# Schwimmeuropameisterschaften 2002
| Medaillenspiegel der Bahn-Schwimmwettbewerbe | Medaillenspiegel der Bahn-Schwimmwettbewerbe | Medaillenspiegel der Bahn-Schwimmwettbewerbe | Medaillenspiegel der Bahn-Schwimmwettbewerbe | Medaillenspiegel der Bahn-Schwimmwettbewerbe | Medaillenspiegel der Bahn-Schwimmwettbewerbe |
| Platz                                        | Land                                         | G                                            | S                                            | B                                            | Gesamt                                       |
| -------------------------------------------- | -------------------------------------------- | -------------------------------------------- | -------------------------------------------- | -------------------------------------------- | -------------------------------------------- |
| 1                                            | Deutschland                                  | 10                                           | 7                                            | 5                                            | 22                                           |
| 2                                            | Ukraine                                      | 5                                            | 4                                            | 5                                            | 14                                           |
| 3                                            | Italien                                      | 4                                            | 5                                            | 2                                            | 11                                           |
| 4                                            | Schweden                                     | 4                                            | 3                                            | 4                                            | 11                                           |
| 5                                            | Russland                                     | 4                                            | 2                                            | 4                                            | 10                                           |
| 6                                            | Polen                                        | 2                                            | 1                                            | 1                                            | 4                                            |
| 7                                            | Niederlande                                  | 2                                            | –                                            | 2                                            | 4                                            |
| 8                                            | Finnland                                     | 2                                            | –                                            | –                                            | 2                                            |
| 9                                            | Frankreich                                   | 1                                            | 2                                            | 3                                            | 6                                            |
| 10                                           | Österreich                                   | 1                                            | 2                                            | 1                                            | 4                                            |
| 11                                           | Slowakei Spanien                             | 1                                            | 2                                            | –                                            | 3                                            |
| 13                                           | Kroatien                                     | 1                                            | –                                            | 2                                            | 3                                            |
| 14                                           | Ungarn                                       | –                                            | 6                                            | 1                                            | 7                                            |
| 15                                           | Belarus                                      | –                                            | 1                                            | 4                                            | 5                                            |
| 16                                           | Rumänien                                     | –                                            | 1                                            | 2                                            | 3                                            |
| 17                                           | Griechenland Slowenien                       | –                                            | –                                            | 1                                            | 1                                            |

Die 26. Schwimmeuropameisterschaften fanden vom 29. Juli bis 16. August 2002 in Berlin statt und wurden von der Ligue Européenne de Natation (LEN) veranstaltet.

## Schwimmen Männer

### Freistil

#### 50 Meter Freistil
| Platz | Land    | Athlet              | Finalzeit |
| ----- | ------- | ------------------- | --------- |
| 1     | Polen   | Bartosz Kizierowski | 00:22,18  |
| 2     | Italien | Lorenzo Vismara     | 00:22,26  |
| 3     | Ukraine | Oleksandr Wolynez   | 00:22,31  |

#### 100 Meter Freistil
| Platz | Land        | Athlet                    | Finalzeit |
| ----- | ----------- | ------------------------- | --------- |
| 1     | Niederlande | Pieter van den Hoogenband | 00:47,86  |
| 2     | Russland    | Alexander Popov           | 00:48,94  |
| 3     | Kroatien    | Duje Draganja             | 00:49,31  |

#### 200 Meter Freistil
| Platz | Land        | Athlet                    | Finalzeit |
| ----- | ----------- | ------------------------- | --------- |
| 1     | Niederlande | Pieter van den Hoogenband | 01:44,89  |
| 2     | Russland    | Emiliano Brembilla        | 01:46,94  |
| 3     | Italien     | Massimiliano Rosolino     | 01:47,98  |

#### 400 Meter Freistil
| Platz | Land     | Athlet                | Finalzeit |
| ----- | -------- | --------------------- | --------- |
| 1     | Italien  | Emiliano Brembilla    | 03:46,60  |
| 2     | Italien  | Massimiliano Rosolino | 03:48,70  |
| 3     | Rumänien | Dragoș Coman          | 03:48,78  |

#### 1500 Meter Freistil
| Platz | Land     | Athlet             | Finalzeit |
| ----- | -------- | ------------------ | --------- |
| 1     | Russland | Juri Prilukow      | 15:03,88  |
| 2     | Italien  | Christian Minotti  | 15:04,16  |
| 3     | Ukraine  | Ihor Tscherwynskyj | 15:07,65  |

### Schmetterling

#### 50 Meter Schmetterling
| Platz | Land        | Athlet          | Finalzeit |
| ----- | ----------- | --------------- | --------- |
| 1     | Finnland    | Jere Hård       | 00:23,50  |
| 2     | Deutschland | Thomas Rupprath | 00:23,78  |
| 3     | Schweden    | Lars Frölander  | 00:23,85  |

#### 100 Meter Schmetterling
| Platz | Land        | Athlet          | Finalzeit |
| ----- | ----------- | --------------- | --------- |
| 1     | Deutschland | Thomas Rupprath | 00:51,94  |
| 2     | Ukraine     | Andrij Serdinow | 00:52,17  |
| 3     | Ukraine     | Denys Sylantjew | 00:52,36  |

#### 200 Meter Schmetterling
| Platz | Land       | Athlet           | Finalzeit |
| ----- | ---------- | ---------------- | --------- |
| 1     | Frankreich | Franck Esposito  | 01:55,18  |
| 2     | Ukraine    | Denys Sylantjew  | 01:55,42  |
| 3     | Russland   | Anatoli Poljakow | 01:55,62  |

### Rücken

#### 50 Meter Rücken
| Platz | Land        | Athlet              | Finalzeit |
| ----- | ----------- | ------------------- | --------- |
| 1     | Deutschland | Thomas Rupprath     | 00:25,05  |
| 2     | Deutschland | Stev Theloke        | 00:25,12  |
| 3     | Polen       | Bartosz Kizierowski | 00:25,52  |

#### 100 Meter Rücken
| Platz | Land        | Athlet       | Finalzeit |
| ----- | ----------- | ------------ | --------- |
| 1     | Deutschland | Stev Theloke | 00:54,42  |
| 2     | Österreich  | Markus Rogan | 00:54,54  |
| 3     | Frankreich  | Pierre Roger | 00:54,89  |

#### 200 Meter Rücken
| Platz | Land       | Athlet         | Finalzeit |
| ----- | ---------- | -------------- | --------- |
| 1     | Kroatien   | Gordan Kožulj  | 01:58,70  |
| 2     | Österreich | Markus Rogan   | 01:58,83  |
| 3     | Kroatien   | Marko Strahija | 01:58,89  |

### Brust

#### 50 Meter Brust
| Platz | Land    | Athlet         | Finalzeit |
| ----- | ------- | -------------- | --------- |
| 1     | Ukraine | Oleh Lissohor  | 00:27,18  |
| 2     | Ungarn  | Mihály Flaskay | 00:27,51  |
| 3     | Ungarn  | Károly Güttler | 00:27,85  |

#### 100 Meter Brust
| Platz | Land       | Athlet         | Finalzeit |
| ----- | ---------- | -------------- | --------- |
| 1     | Ukraine    | Oleh Lissohor  | 01:00,29  |
| 2     | Russland   | Roman Sloudnov | 01:00,72  |
| 3     | Frankreich | Hugues Duboscq | 01:01,04  |

#### 200 Meter Brust
| Platz | Land       | Athlet         | Finalzeit |
| ----- | ---------- | -------------- | --------- |
| 1     | Italien    | Davide Rummolo | 02:11,37  |
| 2     | Frankreich | Yohan Bernard  | 02:11,77  |
| 3     | Russland   | Roman Sloudnov | 02:11,82  |

### Lagen

#### 200 Meter Lagen
| Platz | Land       | Athlet            | Finalzeit |
| ----- | ---------- | ----------------- | --------- |
| 1     | Finnland   | Jani Sievinen     | 01:59,30  |
| 2     | Italien    | Alessio Boggiatto | 01:59,83  |
| 3     | Österreich | Markus Rogan      | 02:00,50  |

#### 400 Meter Lagen
| Platz | Land       | Athlet             | Finalzeit |
| ----- | ---------- | ------------------ | --------- |
| 1     | Italien    | Alessio Boggiatto  | 04:13,19  |
| 2     | Ungarn     | István Batházi     | 04:17,33  |
| 3     | Frankreich | Nicolas Rostoucher | 04:19,19  |

### Staffel

#### 4 × 100 Meter Freistil
| Platz | Land        | Athleten                                                                | Finalzeit |
| ----- | ----------- | ----------------------------------------------------------------------- | --------- |
| 1     | Deutschland | - Lars Conrad - Stefan Herbst - Torsten Spanneberg - Stephan Kunzelmann | 03:17,67  |
| 2     | Schweden    | - Erik la Fleur - Stefan Nystrand - Lars Frölander - Mattias Ohlin      | 03:17,75  |
| 3     | Italien     | - Lorenzo Vismara - Christian Galenda - Michele Garcia - Simone Cercato | 03:18,20  |

#### 4 × 200 Meter Freistil
| Platz | Land         | Athleten                                                                                | Finalzeit |
| ----- | ------------ | --------------------------------------------------------------------------------------- | --------- |
| 1     | Italien      | - Matteo Pelliciari - Emiliano Brembilla - Federico Cappellazzo - Massimiliano Rosolino | 07:12,18  |
| 2     | Deutschland  | - Moritz Zimmer - Stefan Pohl - Lars Conrad - Stefan Herbst                             | 07:17,59  |
| 3     | Griechenland | - Athanasios Oikonomou - Nikolaos Xylouris - Ioannis Kokkodis - Spyros Gianniotis       | 07:20,67  |

#### 4 × 100 Meter Lagen
| Platz | Land        | Athleten                                                                 | Finalzeit |
| ----- | ----------- | ------------------------------------------------------------------------ | --------- |
| 1     | Russland    | - Jewgeni Aljoschin - Roman Sludnow - Igor Martschenko - Alexander Popow | 03:36,21  |
| 2     | Frankreich  | - Pierre Roger - Hugues Duboscq - Franck Esposito - Romain Barnier       | 03:36,55  |
| 3     | Deutschland | - Stev Theloke - Jens Kruppa - Thomas Rupprath - Stefan Herbst           | 03:37,05  |

### Langdistanz

#### 5 Kilometer
| Platz | Land        | Athlet          | Zeit         |
| ----- | ----------- | --------------- | ------------ |
| 1     | Italien     | Luca Baldini    | 00:55:35,6   |
| 2     | Deutschland | Thomas Lurz     | 00:56:24,5   |
| 3     | Italien     | Stefano Rubaudo | 00:56:26,680 |

#### 10 Kilometer
| Platz | Land     | Athlet              | Zeit       |
| ----- | -------- | ------------------- | ---------- |
| 1     | Russland | Wladimir Djattschin | 01:55:27,9 |
| 2     | Russland | Evguen Koshkarov    | 01:55:29,9 |
| 3     | Italien  | Luca Baldini        | 01:56:04,2 |

#### 25 Kilometer
| Platz | Land       | Athlet       | Zeit       |
| ----- | ---------- | ------------ | ---------- |
| 1     | Russland   | Juri Kudinow | 05:09:47,4 |
| 2     | Frankreich | Gilles Rondy | 05:18:02,0 |
| 3     | Spanien    | David Meca   | 05:18:27,1 |

## Schwimmen Frauen

### Freistil

#### 50 Meter Freistil
| Platz | Land     | Athletin                | Finalzeit |
| ----- | -------- | ----------------------- | --------- |
| 1     | Schweden | Therese Alshammar       | 00:24,84  |
| 2     | Slowakei | Martina Moravcová       | 00:25,09  |
| 3     | Belarus  | Aljaxandra Herassimenja | 00:25,24  |

#### 100 Meter Freistil
| Platz | Land        | Athletin              | Finalzeit |
| ----- | ----------- | --------------------- | --------- |
| 1     | Deutschland | Franziska van Almsick | 00:54,39  |
| 2     | Slowakei    | Martina Moravcová     | 00:54,61  |
| 3     | Belarus     | Alena Popchanka       | 00:54,62  |

#### 200 Meter Freistil
| Platz | Land        | Athletin              | Finalzeit |
| ----- | ----------- | --------------------- | --------- |
| 1     | Deutschland | Franziska van Almsick | 01:56,64  |
| 2     | Rumänien    | Camelia Potec         | 01:57,80  |
| 3     | Belarus     | Alena Popchanka       | 01:57,91  |

#### 400 Meter Freistil
| Platz | Land     | Athletin       | Finalzeit |
| ----- | -------- | -------------- | --------- |
| 1     | Ukraine  | Yana Klochkova | 04:07,10  |
| 2     | Ungarn   | Éva Risztov    | 04:07,24  |
| 3     | Rumänien | Camelia Potec  | 04:09,49  |

#### 800 Meter Freistil
| Platz | Land        | Athletin          | Finalzeit |
| ----- | ----------- | ----------------- | --------- |
| 1     | Deutschland | Jana Henke        | 08:23,83  |
| 2     | Ungarn      | Éva Risztov       | 08:28,06  |
| 3     | Deutschland | Hannah Stockbauer | 08:30,97  |

### Schmetterling

#### 50 Meter Schmetterling
| Platz | Land        | Athletin              | Finalzeit |
| ----- | ----------- | --------------------- | --------- |
| 1     | Schweden    | Anna-Karin Kammerling | 00:25,57  |
| 2     | Deutschland | Daniela Samulski      | 00:26,86  |
| 3     | Niederlande | Chantal Groot         | 00:26,91  |

#### 100 Meter Schmetterling
| Platz | Land     | Athletin              | Finalzeit |
| ----- | -------- | --------------------- | --------- |
| 1     | Slowakei | Martina Moravcová     | 00:57,20  |
| 2     | Polen    | Otylia Jędrzejczak    | 00:57,97  |
| 3     | Schweden | Anna-Karin Kammerling | 00:58,94  |

#### 200 Meter Schmetterling
| Platz | Land        | Athletin           | Finalzeit |
| ----- | ----------- | ------------------ | --------- |
| 1     | Polen       | Otylia Jędrzejczak | 02:05,78  |
| 2     | Ungarn      | Éva Risztov        | 02:08,24  |
| 3     | Deutschland | Annika Mehlhorn    | 02:09,37  |

### Rücken

#### 50 Meter Rücken
| Platz | Land        | Athletin                | Finalzeit |
| ----- | ----------- | ----------------------- | --------- |
| 1     | Spanien     | Nina Schiwanewskaja     | 00:28,58  |
| 2     | Deutschland | Sandra Völker           | 00:28,81  |
| 3     | Belarus     | Aljaxandra Herassimenja | 00:28,86  |

#### 100 Meter Rücken
| Platz | Land        | Athletin            | Finalzeit |
| ----- | ----------- | ------------------- | --------- |
| 1     | Russland    | Stanislawa Komarowa | 01:01,40  |
| 2     | Deutschland | Sandra Völker       | 01:01,42  |
| 3     | Deutschland | Antje Buschschulte  | 01:01.56  |

#### 200 Meter Rücken
| Platz | Land      | Athletin            | Finalzeit |
| ----- | --------- | ------------------- | --------- |
| 1     | Russland  | Stanislawa Komarowa | 02:09,49  |
| 2     | Slowenien | Nina Schiwanewskaja | 02:10,27  |
| 3     | Kroatien  | Iryna Amschennikowa | 02:11,59  |

### Brust

#### 50 Meter Brust
| Platz | Land     | Athletin            | Finalzeit |
| ----- | -------- | ------------------- | --------- |
| 1     | Schweden | Emma Igelström      | 00:31,17  |
| 2     | Ukraine  | Switlana Bondarenko | 00:31,77  |
| 3     | Russland | Elena Bogomazova    | 00:32,10  |

#### 100 Meter Brust
| Platz | Land     | Athletin            | Finalzeit |
| ----- | -------- | ------------------- | --------- |
| 1     | Schweden | Emma Igelström      | 01:07,87  |
| 2     | Ukraine  | Switlana Bondarenko | 01:09,28  |
| 3     | Russland | Elena Bogomazova    | 01:09,53  |

#### 200 Meter Brust
| Platz | Land        | Athletin       | Finalzeit |
| ----- | ----------- | -------------- | --------- |
| 1     | Österreich  | Mirna Jukić    | 02:25,83  |
| 2     | Deutschland | Anne Poleska   | 02:27,37  |
| 3     | Schweden    | Emma Igelström | 02:27.61  |

### Lagen

#### 200 Meter Lagen
| Platz | Land      | Athletin          | Finalzeit |
| ----- | --------- | ----------------- | --------- |
| 1     | Ukraine   | Jana Klotschkowa  | 02:11,59  |
| 2     | Belarus   | Hanna Schtscherba | 02:13,04  |
| 3     | Slowenien | Alenka Kejžar     | 02:14,24  |

#### 400 Meter Lagen
| Platz | Land        | Athletin         | Finalzeit |
| ----- | ----------- | ---------------- | --------- |
| 1     | Ukraine     | Jana Klotschkowa | 04:35,10  |
| 2     | Ungarn      | Éva Risztov      | 04:36,17  |
| 3     | Deutschland | Nicole Hetzer    | 04:42.22  |

### Staffel

#### 4 × 100 Meter Freistil
| Platz | Land        | Athletinnen                                                                      | Finalzeit |
| ----- | ----------- | -------------------------------------------------------------------------------- | --------- |
| 1     | Deutschland | - Katrin Meißner - Petra Dallmann - Sandra Völker - Franziska van Almsick        | 03:36,00  |
| 2     | Schweden    | - Josefin Lillhage - Johanna Sjöberg - Anna-Karin Kammerling - Therese Alshammar | 03:40,66  |
| 3     | Niederlande | - Manon van Rooijen - Marleen Veldhuis - Chantal Groot - Wilma van Hofwegen      | 03:41,98  |

#### 4 × 200 Meter Freistil
| Platz | Land        | Athletinnen                                                                | Finalzeit |
| ----- | ----------- | -------------------------------------------------------------------------- | --------- |
| 1     | Deutschland | - Petra Dallmann - Alessa Ries - Hannah Stockbauer - Franziska van Almsick | 07:59,07  |
| 2     | Spanien     | - Laura Roca - Melissa Caballero - Erika Villaécija - Tatiana Rouba        | 08:05,83  |
| 3     | Schweden    | - Josefin Lillhage - Johanna Sjöberg - Lisa Wanberg - Isa Mattsson         | 08:08,46  |

#### 4 × 100 Meter Lagen
| Platz | Land        | Athletinnen                                                                    | Finalzeit |
| ----- | ----------- | ------------------------------------------------------------------------------ | --------- |
| 1     | Deutschland | - Antje Buschschulte - Simone Weiler - Franziska van Almsick - Sandra Völker   | 04:01,54  |
| 2     | Schweden    | - Therese Alshammar - Emma Igelström - Anna-Karin Kammerling - Johanna Sjöberg | 04:06,15  |
| 3     | Ukraine     | - Iryna Amschennikowa - Switlana Bondarenko - Yana Klochkova - Olga Mukomol    | 04:06,22  |

### Langdistanz

#### 5 Kilometer
| Platz | Land        | Athlet        | Zeit       |
| ----- | ----------- | ------------- | ---------- |
| 1     | Italien     | Viola Valli   | 01:00:25,9 |
| 2     | Schweiz     | Hanna Miluska | 01:00:27,3 |
| 3     | Deutschland | Nadine Pastor | 01:00:28,3 |

#### 10 Kilometer
| Platz | Land        | Athlet         | Zeit       |
| ----- | ----------- | -------------- | ---------- |
| 1     | Niederlande | Edith van Dijk | 02:06:20,3 |
| 2     | Deutschland | Angela Maurer  | 02:06:22,5 |
| 3     | Deutschland | Britta Kamrau  | 02:06:22,7 |

#### 25 Kilometer
| Platz | Land        | Athlet             | Zeit       |
| ----- | ----------- | ------------------ | ---------- |
| 1     | Niederlande | Edith van Dijk     | 05:27:34,0 |
| 2     | Russland    | Olessia Shalyguina | 05:34:47,9 |
| 3     | Russland    | Natalija Pankina   | 05:34:51,4 |

## Synchronschwimmen

### Solo
| Platz | Land       | Athletin             | Punkte |
| ----- | ---------- | -------------------- | ------ |
| 1     | Frankreich | Virginie Dedieu      | 99,100 |
| 2     | Russland   | Anastassija Dawydowa | 97,900 |
| 3     | Spanien    | Gemma Mengual        | 97,100 |

### Duett
| Platz | Land       | Athletinnen                                | Punkte |
| ----- | ---------- | ------------------------------------------ | ------ |
| 1     | Russland   | Anastassija Dawydowa Anastassija Jermakowa | 99,300 |
| 2     | Spanien    | Gemma Mengual Paola Tirados                | 97,900 |
| 3     | Frankreich | Virginie Dedieu Myriam Glez                | 96,600 |

### Team
| Platz | Land     | Athletinnen | Punkte |
| ----- | -------- | --- | ------ |
| 1     | Russland | Julija Schestakowitsch Anastassija Dawydowa Anastassija Jermakowa Marija Gromowa Irina Tolkatschowa Elwira Chasjanowa Jelena Owtschinnikowa Anna Schorina | 99,000 |
| 2     | Spanien  | Raquel Corral Andrea Fuentes Tina Fuentes Gemma Mengual Ana Montero Paola Tirados Irina Rodríguez Alicia Sanz                                             | 98,100 |
| 3     | Italien  | Laura Zanazza Eva Balzarotti Monica Cirulli Cristina Zarfati Joey Paccagnella Elisa Plaisant Beatrice Spaziani Lorena Zaffalon                            | 96,400 |

## Kunst- und Turmspringen Männer

### 1 Meter
| Platz | Land        | Athlet            | Punkte |
| ----- | ----------- | ----------------- | ------ |
| 1     | Italien     | Nicola Marconi    | 390.81 |
| 2     | Spanien     | Jose Miguel Gil   | 385.86 |
| 3     | Deutschland | Christian Löffler | 377.94 |

### 3 Meter
| Platz | Land        | Athlet            | Punkte |
| ----- | ----------- | ----------------- | ------ |
| 1     | Russland    | Dmitri Sautin     | 495.45 |
| 2     | Deutschland | Andreas Wels      | 463.59 |
| 3     | Russland    | Wassili Lissowski | 456.06 |

### 10 Meter
| Platz | Land        | Athlet             | Punkte |
| ----- | ----------- | ------------------ | ------ |
| 1     | Deutschland | Heiko Meyer        | 492.39 |
| 2     | Ungarn      | Imre Lengyel       | 426.27 |
| 3     | Belarus     | Alexander Warlamow | 400.62 |

### 3 Meter Synchron
| Platz | Land        | Athleten                          | Punkte |
| ----- | ----------- | --------------------------------- | ------ |
| 1     | Russland    | Dmitri Baibakow, Dmitri Sautin    | 360.33 |
| 2     | Deutschland | Andreas Wels, Tobias Schellenberg | 350.25 |
| 3     | Italien     | Nicola Marconi, Tommaso Marconi   | 330.51 |

### 10 Meter Synchron
| Platz | Land    | Athleten                            | Punkte |
| ----- | ------- | ----------------------------------- | ------ |
| 1     | Ukraine | Roman Wolodkow, Anton Sacharow      | 340.20 |
| 2     | Ungarn  | Imre Lengyel, András Hajnal         | 315.06 |
| 3     | Belarus | Alexander Warlamow, Andrei Mamontov | 300.36 |

## Kunst- und Turmspringen Frauen

### 1 Meter
| Platz | Land        | Athletin         | Punkte |
| ----- | ----------- | ---------------- | ------ |
| 1     | Deutschland | Heike Fischer    | 308.58 |
| 2     | Russland    | Wera Iljina      | 307.53 |
| 3     | Russland    | Natalja Umyskowa | 285.03 |

### 3 Meter
| Platz | Land        | Athletin         | Punkte |
| ----- | ----------- | ---------------- | ------ |
| 1     | Russland    | Julija Pachalina | 329.94 |
| 2     | Deutschland | Ditte Kotzian    | 319.08 |
| 3     | Deutschland | Conny Schmalfuß  | 295.29 |

### 10 Meter
| Platz | Land        | Athletin       | Punkte |
| ----- | ----------- | -------------- | ------ |
| 1     | Deutschland | Anke Piper     | 337.05 |
| 2     | Italien     | Tania Cagnotto | 331.32 |
| 3     | Ukraine     | Olha Leonowa   | 321.93 |

### 3 Meter Synchron
| Platz | Land        | Athletinnen                    | Punkte |
| ----- | ----------- | ------------------------------ | ------ |
| 1     | Deutschland | Conny Schmalfuß, Ditte Kotzian | 312.00 |
| 2     | Russland    | Wera Iljina, Julija Pachalina  | 308.76 |
| 3     | Italien     | Tania Cagnotto, Maria Marconi  | 268.98 |

### 10 Meter Synchron
| Platz | Land        | Athletinnen                                | Punkte |
| ----- | ----------- | ------------------------------------------ | ------ |
| 1     | Deutschland | Annett Gamm, Ditte Kotzian                 | 309.78 |
| 2     | Ukraine     | Olha Leonowa, Olena Schupina               | 284.97 |
| 3     | Russland    | Evgenia Olshevskaya, Swetlana Timoschinina | 283.02 |